# Мирное (Хмельницкая область)
Мирное (укр. Мирне) — село в Изяславском районе Хмельницкой области Украины.
Население по переписи 2001 года составляло 132 человека. Почтовый индекс — 30365. Телефонный код — 3852. Занимает площадь 0,47 км². Код КОАТУУ — 6822187203.

## Местный совет
30365, Хмельницкая обл., Изяславский р-н, с. Тележинцы, ул. Гагарина, 1